# Porta (Barcelona)
Porta es uno de los trece barrios que integran el distrito de Nou Barris de Barcelona. Tiene una superficie de 0,84 km² y una población de 24.427 habitantes (según datos del padrón municipal de 2013).

## Geografía

### Límites
El barrio de Porta queda delimitado por cinco grandes ejes viarios: el paseo de Fabra i Puig (frontera con el barrio de Vilapicina y La Torre Llobeta), la calle del Doctor Pi i Molist (frontera con El Turó de la Peira), el paseo de Verdún (frontera con La Guineueta), el paseo de Valldaura (frontera con La Prosperitat) y la avenida Meridiana (frontera con el barrio de San Andrés de Palomar y entre los distritos de San Andrés y Nou Barris).

## Toponimia
El origen del nombre del barrio es incierto, aunque la documentación actual del Ayuntamiento de Barcelona lo atribuye a Pasqual Porta Margarit, que fue maestro y director del Colegio Peninsular de Barcelona durante el siglo XIX. Se cree que habría sido propietario de unos terrenos en Santa Eulàlia de Vilapicina —Can Porta— que vendió a varios parcelistas. Aunque históricamente la barriada ha sido conocida como Can Porta, con el mapa de barrios aprobado en 2006 por el Ayuntamiento el nombre quedó simplificado como Porta. Actualmente, tres calles llevan este nombre en el barrio: la propia calle de Porta, el pasaje de Porta y la calle Nueva de Porta, las dos últimas perpendiculares a la primera. Los antiguos propietarios de los terrenos se recuerdan también en las calles Manuel Sancho, Rialb, Jurnet —apoderado de la finca Casa Estudiant, que hoy también da nombre a una calle— y Emili Roca, sacerdote que cedió los terrenos para la construcción del centro social de la parroquia de Santa Eulialia de Vilapicina.
La toponimia de las calles de Porta remite mayoritariamente a lugares y localidades de la isla de Mallorca. Es de caso de las calles Alcúdia, Andratx, Artà, Bunyola, Ciudad de Mallorca (Palma), Deià, Felanitx, Formentor, Selva, Lluc, Pollença, Santayí, Valldemossa, el pasaje Ciudad de Mallorca y las plazas Jardines de Alfabia, Llucmajor, Portocristo y Sóller. A ello se suman las calles dedicadas a personajes ilustres nacidos en la isla balear, como Anselmo Turmeda, Baltasar Samper, Rosselló i Porcel y la plaza Gabriel Alomar.
Finalmente, destaca también un conjunto de calles bautizadas en memoria de personajes históricos locales, como Marià Brossa (periodista y alcalde de San Andrés de Palomar, Alfonso Lafuente (tesorero de la asociación de vecinos de Porta e impulsor del Casal "Casa Nostra") o Salvador Alloza (cartero del barrio).

## Historia

### Orígenes rurales
Hasta el siglo XIX lo que actualmente es el barrio de Porta era un territorio rural y prácticamente despoblado. Formaba parte de Santa Eulalia de Vilapicina, que por entonces era un barrio del municipio independiente de San Andrés de Palomar, anexionado a Barcelona en 1897.
Por entonces el núcleo de Santa Eulalia de Vilapicina, uno de los asentamientos más antiguos del distrito de Nou Barris, se ubicaba alrededor de su parroquia, que hoy forma parte del barrio del Turó de la Peira, muy cerca de la confluencia de las calles Pi i Molist y Fabra i Puig, que marcan la frontera con el extremo sudeste del barrio de Porta.
La principal vía de comunicación de la zona fue, durante años, el camino viejo de San Andrés a Horta, que unía estos dos municipios del Llano de Barcelona, pasando por Vilapicina. Hay constancia de su existencia desde el siglo XIII. El trazado de esta vía, en su paso por lo que hoy es el barrio de Porta, solo se conserva en la calle Piferrer. La apertura de las avenidas Meridiana y Río de Janeiro y la construcción del parque de Can Dragó, en los años 1990, fueron truncando el resto del camino, que unía la calle Piferrer con Garrofers y luego, siguiendo la riera de San Andrés y la calle Pons i Gallarza, llegaba hasta la plaza de Orfila.
A lo largo del camino de San Andrés a Vilapicina y Horta, en la actual calle de Piferrer, fueron surgiendo algunas casas menestrales y masías. Entre las más destacadas, Can Piquer —hoy desaparecida—, Can Verdaguer y Can Pere Valent, todas ellas anteriores al siglo XVIII. Otras masías, hoy desaparecidas, eran Can Borràs, Can Dumanjó, Ca l'Estudiant y Can Porta, que da nombre al barrio.
Alrededor de estas masías había hectáreas de campos y cultivos, salvo el terreno forestal que se extendía por la parte norte hasta las montañas. Los cultivos eran, básicamente, de hortalizas, cereales (trigo, cebada, maíz, etc.) y viña, aunque estas prácticamente desaparecieron a finales del siglo XIX por la filoxera. El territorio destacaba por ser una zona rica en agua, gracias a los cursos fluviales que bajaban desde Collserola, como los torrentes de Piquer y Font de Canyelles o la riera de San Andrés. Esta agua se aprovechaba para la agricultura de regadío, que proporcionaba leguminosas, verduras y tubérculos. Además de la agricultura, destacaba también la ganadería de granja, alimentada con la producción intensiva de forraje, como algarrobos.

### sigloXIX: las primeras urbanizaciones
A raíz del crecimiento demográfico e industrial de San Andrés de Palomar, a lo largo del siglo XIX fueron instalándose en Porta las primeras industrias y núcleos de viviendas. Estas eran, mayoritariamente, casas de planta baja con huerto. En muchos casos, eran torres donde pasaban los domingos los obreros andreuenses. Una de las transformaciones más relevantes de la época tuvo lugar en 1839, cuando el Ayuntamiento de San Andrés de Palomar instaló aquí un nuevo cementerio, para reemplazar el antiguo camposanto parroquial. El nuevo cementerio se ubicó en unos terrenos conocidos como Can Sales, entre la riera de San Andrés y Can Valent. Hoy queda delimitado por la avenida Río de Janeiro y las calles Pintor Alsamora, Escultor Ordóñez y Garrofers.
A finales del siglo XIX y principios del siglo XIX se fueron abriendo las grandes vías que delimitan las actuales fronteras del barrio de Porta. En 1862 se puso en servicio la línea de ferrocarril que unía la estación de Vilanova de Barcelona con Zaragoza, y que discurría por lo que hoy es la avenida Meridiana, separando así Porta del núcleo histórico de San Andrés de Palomar. 
En 1877, para comunicar el casco urbano de San Andrés de Palomar con Santa Eulalia de Vilapicina, el Ayuntamiento aprobó la apertura de la rambla de Santa Eulalia (rebautizada en 1918 como paseo de Fabra y Puig). En 1882, por iniciativa de Pere Pons, se construyeron en esta rambla, en el tramo que va entre las actuales calles de Pi i Molist y Santapau, 64 casas, hoy desaparecidas. En 1885 se construía en este mismo sitio —entre las calles Pi i Molist y Santañí— la nueva parroquia de Santa Eulalia de Vilapicina, en unos terrenos cedidos por Josepa Sola, propietaria de Can Sola, masía hoy desaparecida que estaba ubicada en la actual calle Desfar.
En 1889 se inauguró otro de los ejes viales del barrio actual, el tramo entre San Andrés y Horta de la carretera de Cornellá a Fogás de Tordera, actual paseo Valldaura. En 1914 se abrió la carretera del Manicomio —hoy calle Doctor Pi i Molist— que comunicaba el Instituto Mental de la Santa Cruz con Vilapicina. Y en 1919 se inauguraba el paseo de Verdún, hoy frontera entre Porta y el barrio de la Guineueta.

### Los polígonos de los años sesenta
Porta, como la mayoría de los barrios de Nou Barris, se urbanizó esencialmente durante la segunda mitad del siglo XX, con la construcción de grandes polígonos de viviendas para dar cabida a las oleadas de inmigrantes que llegaban a Barcelona, como mano de obra, desde otros puntos del España, especialmente del sur.
El plan parcial para el barrio de Porta fue promovido por el arquitecto municipal, Emili Bordoy, y el constructor Román Sanahuja, uno de los principales promotores inmobiliarios de la Barcelona del desarrollismo. Los bloques de viviendas, edificados entre 1957 y 1966 en el sector sur de Porta, se construyeron con alturas superiores a las permitidas; era una medida extraordinaria con la que el consistorio quiso compensar las pérdidas que supuso para los promotores no poder edificar un solar de 22 000 m² —hoy plaza de Sóller—, porque había sido declarado espacio público por la Comisión de Urbanismo. Como era habitual en esta época, una vez finalizados los bloques de viviendas la constructora se desentendió de la urbanización de la zona. Durante una década la mayoría de calles permanecieron sin asfaltar y algunas se convirtieron en sumideros donde proliferaban las ratas.

#### Reivindicaciones vecinales: la plaza Sóller y RENFE-Meridiana
Inicialmente, las reivindicaciones vecinales para la mejora del barrio fueron articuladas a través de la Asociación de Vecinos de Vilapicina, hasta que en 1974 se constituyó la de Porta, muestra del sentimiento de identidad propia que iba diferenciando este barrio de Santa Eulalia de Vilapicina. Durante años, una de las principales demandas vecinales fue la creación de una zona verde en un solar de 22 000 m² en el corazón del barrio. El terreno fue finalmente adquirido por el Ayuntamiento del alcalde José María Socías a finales de los años 1970. En 1980 empezaron las obras para convertirlo en una plaza, según un proyecto de los arquitectos municipales Andreu Arriola, Josep Lluís Delgado, Josep Maria Julià y Carme Ribas. La plaza Sóller —la más grande de la ciudad en su momento— fue finalmente inaugurada en 1983 por el alcalde de Barcelona, Pasqual Maragall.
La plaza Sóller tuvo un proyecto escogido democráticamente entre los vecinos y potenciado por la AV Porta (1978). 
Durante los años 1977-1980 hubo un movimiento vecinal asambleario muy fuerte. Se reivindicó la Educación Püblica Gratuita y autogestionada como demanda a la falta de escuelas públicas del barrio. La larga presión de los vecinos hizo posible la construcción de la Escuela Pública "Soller" (después el Departamento de Educación la cambió de nombre por el actual de Escuela Pública "Palma de Mallorca"). La lucha popular consiguió imponer un tipo de educación participativa que estuvo en el ideal de muchas otras escuelas. Se creó el movimiento "Escuelas en Lucha" en el que se practicó lo más avanzado de la educación popular democrática.
El movimiento fue desplazado por una educación más al uso tradicional con el paso del tiempo y el cambio de los ensenyantes impuestos democráticamente.
Otra larga reivindicación de los vecinos fue la construcción de equipamientos y zonas verdes en los talleres propiedad de RENFE, al sur de Porta. Eran 32 hectáreas de terreno, situadas entre las vías del tren (hoy avenida Meridiana) y la calle Piferrer (hoy avenida Río de Janeiro). Los talleres habían dejado de funcionar en 1965, con el soterramiento de las vías del tren, pero no fue hasta 1977 cuando el Ayuntamiento de Socías, atendiendo a las demandas vecinales, adquirió los terrenos.
Tras varios años de espera, finalmente, entre la avenida Meridiana y el paseo Andreu Nin, ocupando 12 hectáreas de los antiguos terrenos de RENFE, se construyó el parque de Can Dragó que, además de una gran zona verde, incluía múltiples instalaciones deportivas, como piscinas, una pista de atletismo, un polideportivo y un campo de fútbol. Diseñado por Enric Pericas, fue inaugurado en 1990. El resto de terrenos de RENFE-Meridiana —entre el paseo de Andreu Nin y la avenida Río de Janeiro— se destinaron a vivienda pública y equipamientos (escuelas, una iglesia y un parque de bomberos) salvo la franja entre las calles Pintor Alsamora y Rosselló i Porce, que fue vendida por el consistorio para la construcción de un complejo comercial y de oficinas. Así, en septiembre de 2001 se inauguró Heron City que, con 32 000 m² de superficie, es uno de los mayores centros comerciales y lúdicos de Barcelona. Diseñado por Juli Capella, alberga múltiples establecimientos comerciales y de moda, así como locales de ocio –cines, discotecas, etc.- y restauración, además de un hotel. La oferta comercial de la zona se completó en 2005, con la apertura de unos grandes almacenes de El Corte Inglés en el solar anexo a Heron City.

## Monumentos y lugares de interés

### Can Valent
Can Pere Valent o Can Valent es, junto a la vecina Can Verdaguer, una de las dos masías que se conservan en el barrio. Ubicada en la confluencia entre la avenida Río de Janeiro y la calle Pintor Alsamora —entre el cementerio y el centro comercial Heron City—, forma parte del catálogo de patrimonio arquitectónico de Barcelona, aunque se encuentra en desuso y en estado semiruinoso. El origen del edificio, de planta basilical asimétrica, se remonta aproximadamente al siglo XVI o XVII. 

### Plaza Sóller

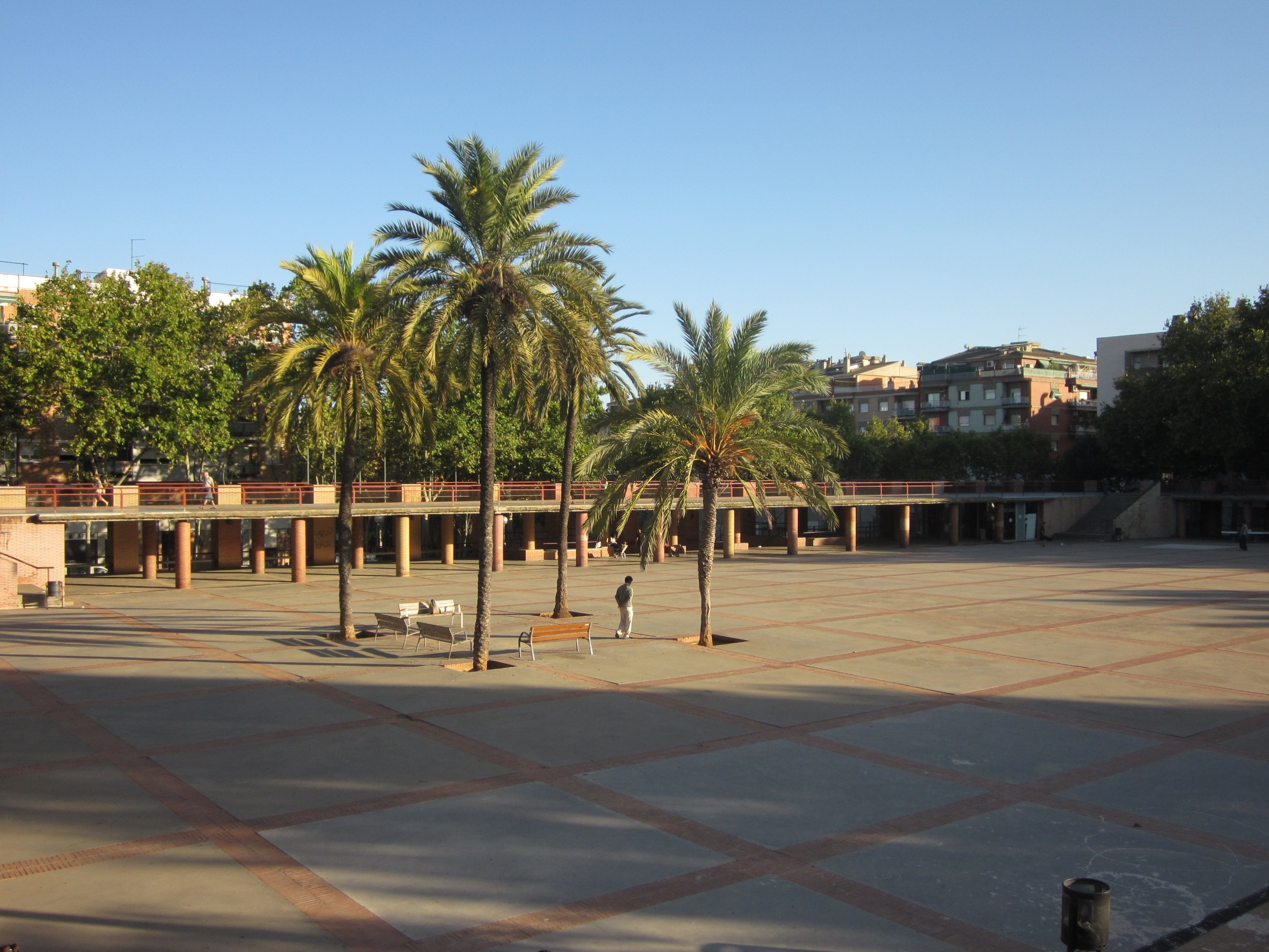
Plaza de Sóller

La plaza de Sóller, una de las más grandes de Barcelona, se ubica en corazón del barrio, en el rectángulo que forman las calles Escultor Ordóñez, Valldemossa, Estudiante y Deyá. Fue inaugurada en 1983 tras un largo proceso de reivindicación vecinal, que salvó este solar de la especulación inmobiliaria. Debido al desnivel del terreno en el que se ubica, la plaza queda dividida en dos sectores. El superior, al que se accede por la calle del Escultor Ordóñez, es un parque urbano, con árboles, bancos, zona ajardinada y áreas de juegos infantiles. Unas gradas permiten la transición al sector inferior, al que también se accede por la calle del Estudiante. Esta parte es una plaza dura: una gran explanada rectangular de cemento, de más de 4000 m², que habitualmente alberga los actos más multitudinarios que se celebran en el barrio, como los conciertos de las fiestas mayores. En el centro de plaza, separando uno y otro sector, hay un estanque presidido por la escultura de mármol Homenatge a la Mediterrània, obra de Xavier Corberó. 
Todo el perímetro de la plaza —salvo la calle del Escultor Ordóñez— queda delimitado por un muro de ladrillos que, debido al desnivel, en el sector inferior se convierte en un pórtico, bajo el cual se ubica el centro cívico Porta Sóller.

### Parque de Can Dragó

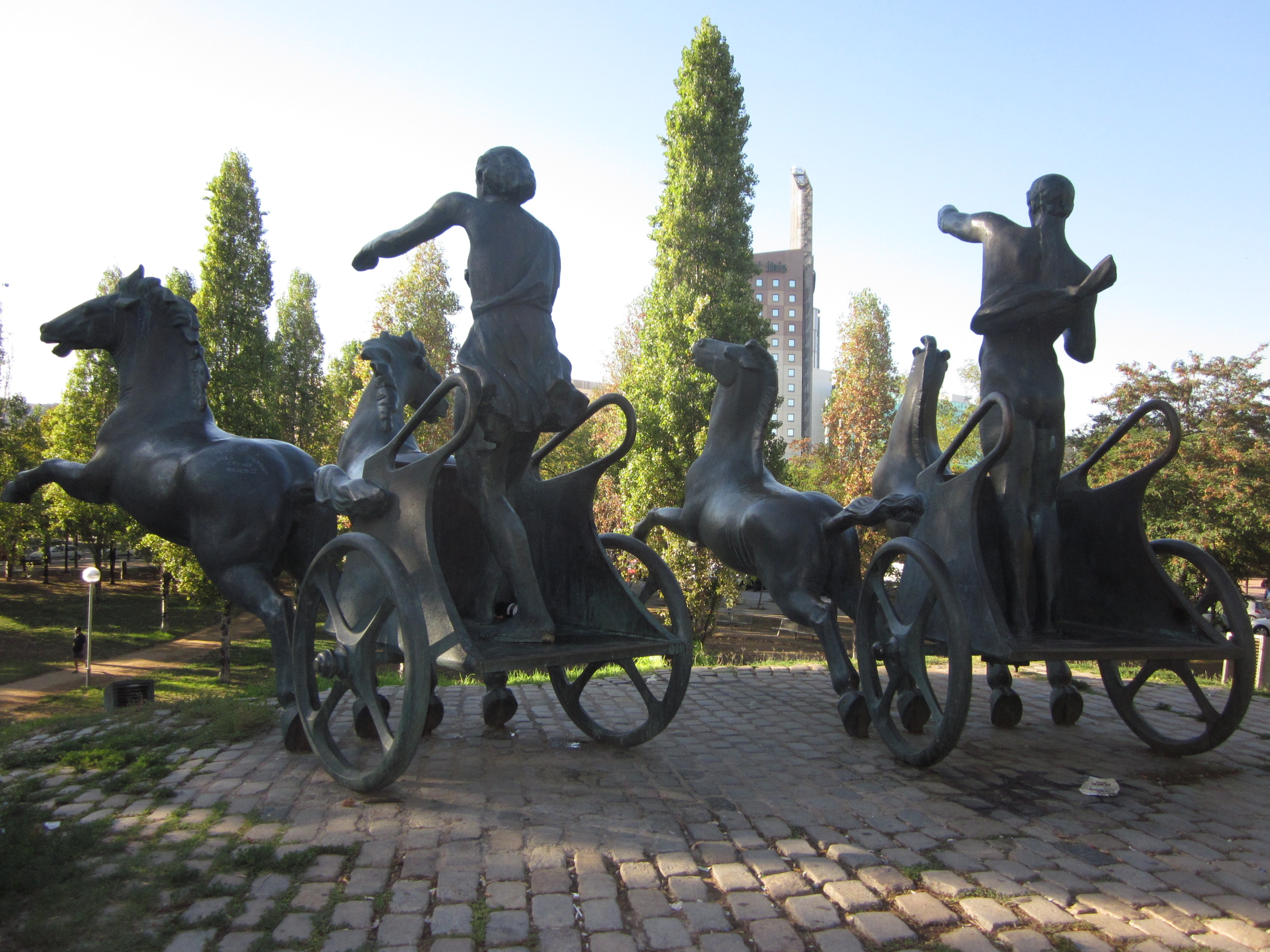
Escultura Aurigas Olímpicas en el parque de Can Dragó.

El parque de Can Dragó se extiende en paralelo a la avenida Meridiana, a lo largo de un kilómetro. Con una superficie de 12 hectáreas, es la principal zona verde del barrio de Porta. Incluye un importante complejo deportivo. Destaca la presencia de dos esculturas: el monumento a las víctimas del terrorismo de Sol LeWitt y una réplica de las aurigas olímpicas del Estadio de Montjuïc, de Pablo Gargallo.

### Cementerio de San Andrés
El cementerio de San Andrés fue construido por el ayuntamiento del entonces municipio independiente de San Andrés de Palomar y bendecido en 1839. El recinto ha sufrido varias remodelaciones y ampliaciones a lo largo de su historia, hasta establecer su perímetro actual, delimitado por la avenida de Río de Janeiro y las calles Escultor Ordónez, Pintor Alsamora y Garrofers, donde se ubica la puerta de acceso principal, construida en 1927. Junto a esta entrada se extiende la parte más antigua del cementerio, con varios panteones de estilo neoclásico y modernista. En esta misma zona se ubican varias tumbas judías. En el centro del camposanto se ubica una capilla octogonal, de inspiración bizantina, construida en 1913. Al norte del cementerio se extiende la parte más moderna, construida en los años 1940. En ella se ubica el Panteón del soldado, donde se encuentran enterrados varios militares del bando nacional fallecidos durante la Guerra Civil. En 2010 se retiraron los múltiples símbolos falangistas que decoraban el panteón. Actualmente, el Cementerio de San Andrés forma parte del catálogo de patrimonio arquitectónico de Barcelona.

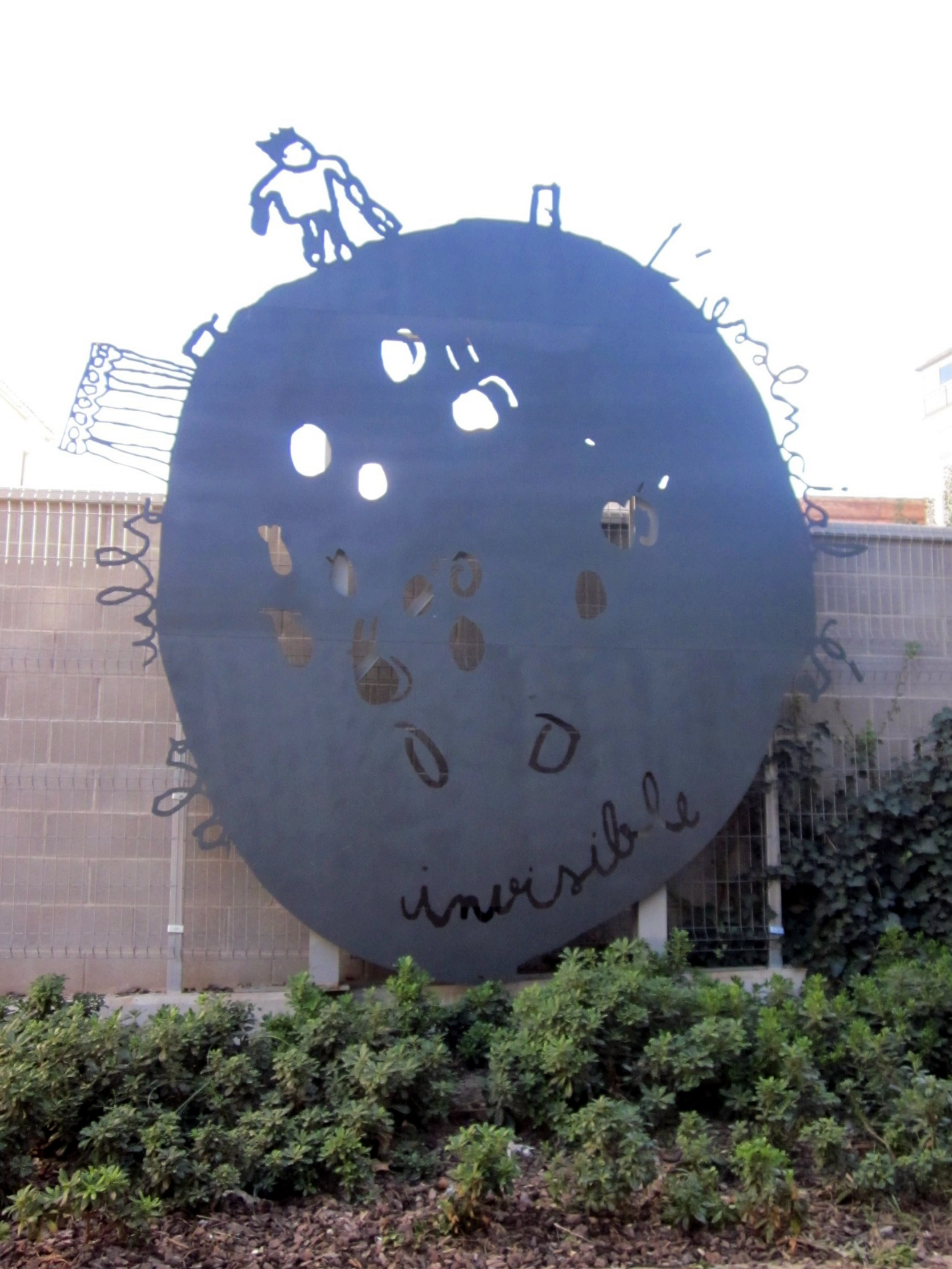
Monumento de El Principito.

### Jardines de "El Principito"
Los jardines del Petit Príncep (El Principito, en español) se ubican en el triángulo formado entre las calles Alella, Santañí y Alloza. Fueron inaugurados 19 de junio de 2010, tras la remodelación integral de un solar. El nuevo espacio de 2352 m², alberga un área de juegos infantiles y una zona de descanso y jardín. Completa el conjunto una gran escultura (3,40 x 2,90 m) de acero corten que reproduce el personaje creado por Antoine de Saint-Exupéry en el asteroide B 612, según un dibujo realizado por un alumno de primaria de la cercana escuela Aloma. En la escultura puede leerse una de las frases del libro: "L'essencial és invisible als ulls" ("Lo esencial es invisible a los ojos").

### Plaza de la República y Monumento a la República
En el extremo noroeste de Porta, limitando con los barrios de La Prosperitat, El Turó de la Peira y La Guineueta, se ubica la plaza de la República. Se trata de uno de los puntos neurálgicos de Nou Barris, ya que en ella confluyen tres de las principales arterias del distrito: la Vía Julia, el paseo de Valldaura y el paseo de Verdún. 
En el centro de la plaza se levanta el monumento a Pi y Margall y La República, un conjunto escultórico que incluye dos obras de 1934. Una es el monumento a La República, una escultura de bronce, obra de Josep Viladomat, que representa una mujer desnuda portando un ramo de laurel. La otra pieza es un medallón de mármol blanco, obra de Joan Pie, que reproduce la efigie del que fuera presidente de la Primera República Española, Francisco Pi y Margall. Ambas esculturas formaban parte del obelisco del Cinc d'Oros —en la plaza del Cinco de Oros—, de donde fueron retiradas por las autoridades franquistas tras la Guerra Civil. En 1990 las dos obras fueron recuperadas para la plaza de la República, integrándose en una instalación de acero corten, obra de los arquitectos Albert Viaplana y Helio Piñón, que recrea una escalita y un asta de bandera de 30 metros de altura.

## Demografía
A 30 de junio de 2010 el barrio de Porta tenía una población de 23.809 habitantes, con una densidad de 28.344 habitantes por km². El perfil demográfico su población (según datos del padrón municipal a 30 de junio de 2010) es el siguiente:
- Población por sexo[3]
  - Hombres: 11.177 (46,9%)
  - Mujeres: 12.632 (53,1%)
- Población por edad[15]
  - Niños (0-14 años): 11,4%
  - Jóvenes (15-24 años): 8,1%
  - Adultos (25-64 años): 55,1%
  - Mayores (65 años o más) : 25,3%
- Población por lugar de nacimiento[16]
  - Barcelona: 47,2%
  - Resto de Cataluña 5,5%
  - Resto de España: 30,0%
  - Extranjero: 17,3%

## Transportes y movilidad

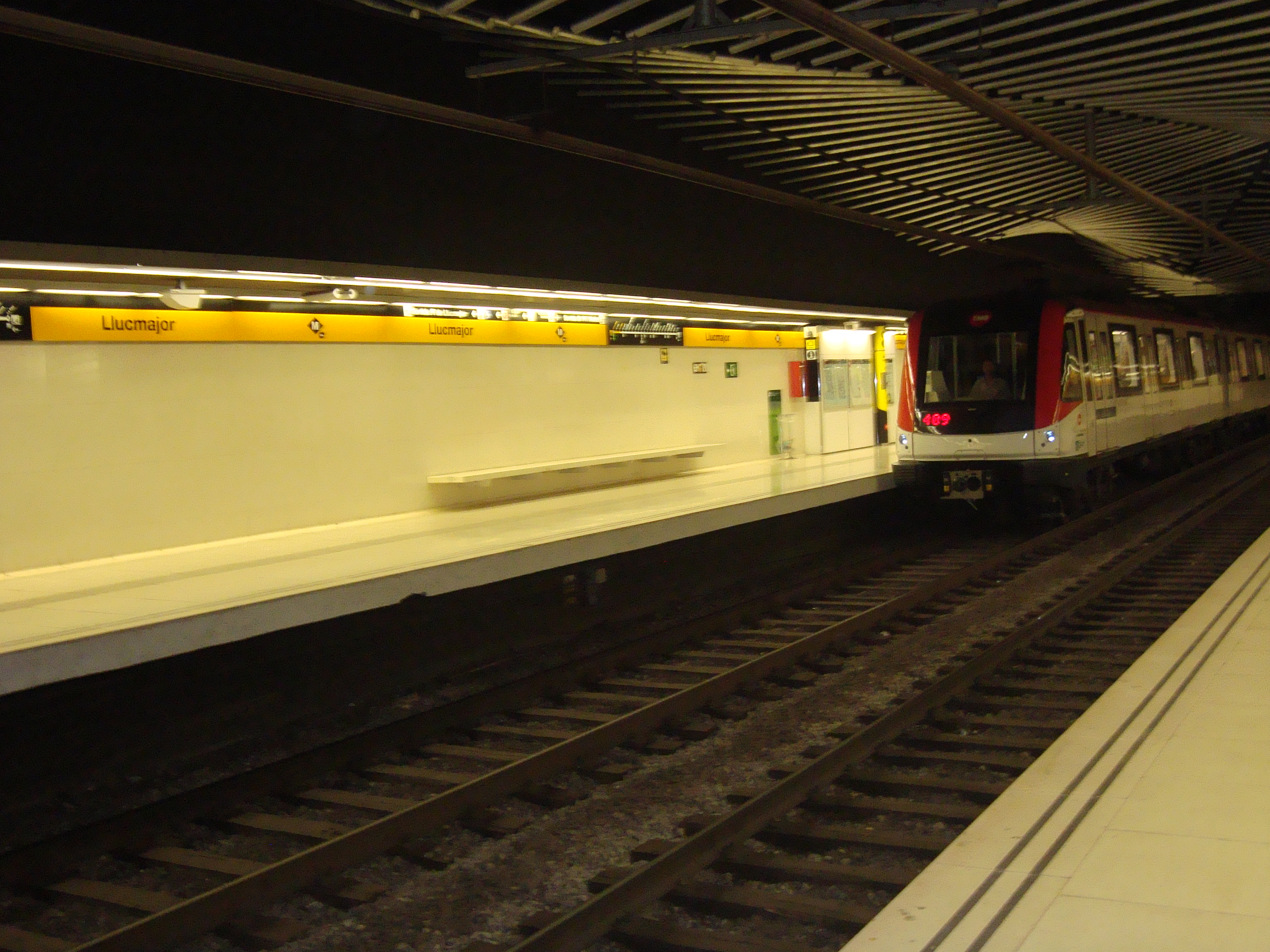
Estación de metro de Llucmajor (L4).

### Metro
El barrio cuenta con una estación de metro de la Línea 4, denominada Estación de Llucmajor, ubicada bajo el paseo Verdun, que marca la frontera con el vecino barrio de Verdún. Fue inaugurada el 19 de abril de 1982. El único acceso ubicado en Porta se encuentra en la plaza Jardins d'Alfàbia.
También da servicio al barrio la estación de Virrei Amat (Línea 5), bajo la plaza homónima, en el vecino barrio de Vilapicina y La Torre Llobeta.

### Bus
Porta cuenta con 26 paradas de autobuses urbanos. Un total de 22 líneas dan servicio al barrio, 17 operadas por TMB (11, 26, 31, 32, 34, 36, 47, 50, 51, 62, 73, 74, 96, 97, 104 y los Buses de Barrio 122 y 132), tres operadas por Sagalés (80, 81 y 82) y dos operadas por Tusgsal (B16 y B19).